# Arthur De Laender
Arthur De Laender (Gent, 28 juli 1890 - aldaar, 24 december 1966) was een Belgische atleet, die gespecialiseerd was in het discuswerpen, het kogelstoten en het speerwerpen Hij nam eenmaal deel aan de Olympische Spelen en veroverde op twee verschillende nummers in totaal elf Belgische titels.

## Biografie
De Laender werd in 1913 voor het eerst Belgisch kampioen discuswerpen. Het jaar nadien verlengde hij deze titel.
In 1919 werd De Laender voor het eerst kampioen in het kogelstoten. Het nadien nam hij op het speerwerpen en discuswerpen deel aan de Olympische Spelen van Antwerpen. Hij werd telkens uitgeschakeld in de kwalificaties.
De Laender verbeterde in 1921 het Belgische record discuswerpen van Henri Hubinon tot 37,54 m. Nadien verbeterde hij dit tot 39,87 m. Tussen 1921 en 1929 veroverde hij nog zes titels in het discuswerpen en twee in het kogelstoten.
De Laender was aangesloten bij AA Gent.

## Belgische kampioenschappen
| Onderdeel    | Jaar                                           |
| ------------ | ---------------------------------------------- |
| discuswerpen | 1913, 1914; 1921, 1922, 1923, 1924, 1926, 1927 |
| kogelstoten  | 1919, 1922, 1923                               |

## Persoonlijk record
| Onderdeel   | Prestatie | Datum            | Plaats |
| ----------- | --------- | ---------------- | ------ |
| disuswerpen | 39,17 m   | 3 september 1922 | Gent   |

## Palmares

### discuswerpen
- 1912:  BK AC - 32,21 m
- 1913:  BK AC - 33,92 m
- 1914:  BK AC - 35,98 m
- 1919:  BK AC - 33,70 m
- 1920:  BK AC - 33,48 m
- 1920: 16e in kwal. OS in Antwerpen - 32,00 m
- 1921:  BK AC - 35,21 m
- 1922:  BK AC - 36,62 m
- 1923:  BK AC - 34,03 m
- 1924:  BK AC - 35,85 m
- 1926:  BK AC - 37,05 m
- 1927:  BK AC - 37,80 m

### kogelstoten
- 1912:  BK AC - 10,72 m
- 1913:  BK AC - 10,65 m
- 1914:  BK AC - 10,97 m
- 1919:  BK AC - 11,73 m
- 1920:  BK AC - 10,89 m
- 1922:  BK AC - 11,10 m
- 1923:  BK AC - 11,82 m

### speerwerpen
- 1913:  BK AC - 35,32 m
- 1920: 25e kwal. OS in Antwerpen - 36,25 m